# 賴茨克羅斯羅茲 (特拉華州)
賴茨克羅斯羅茲（英語：Wrights Crossroads）是位於美國特拉華州肯特縣的一個非建制地區。該地的面積和人口皆未知。

## 地理
賴茨克羅斯羅茲的座標為39°09′06″N 75°43′49″W / 39.15167°N 75.73028°W，而該地的平均海拔高度為3米（即10英尺）。